# Zerreiche

Illustration

Die Zerreiche (Quercus cerris), auch fachsprachlich Zerr-Eiche oder Zirneiche genannt, ist eine Pflanzenart aus der Gattung der Eichen (Quercus) in der Familie der Buchengewächse (Fagaceae).

## Beschreibung

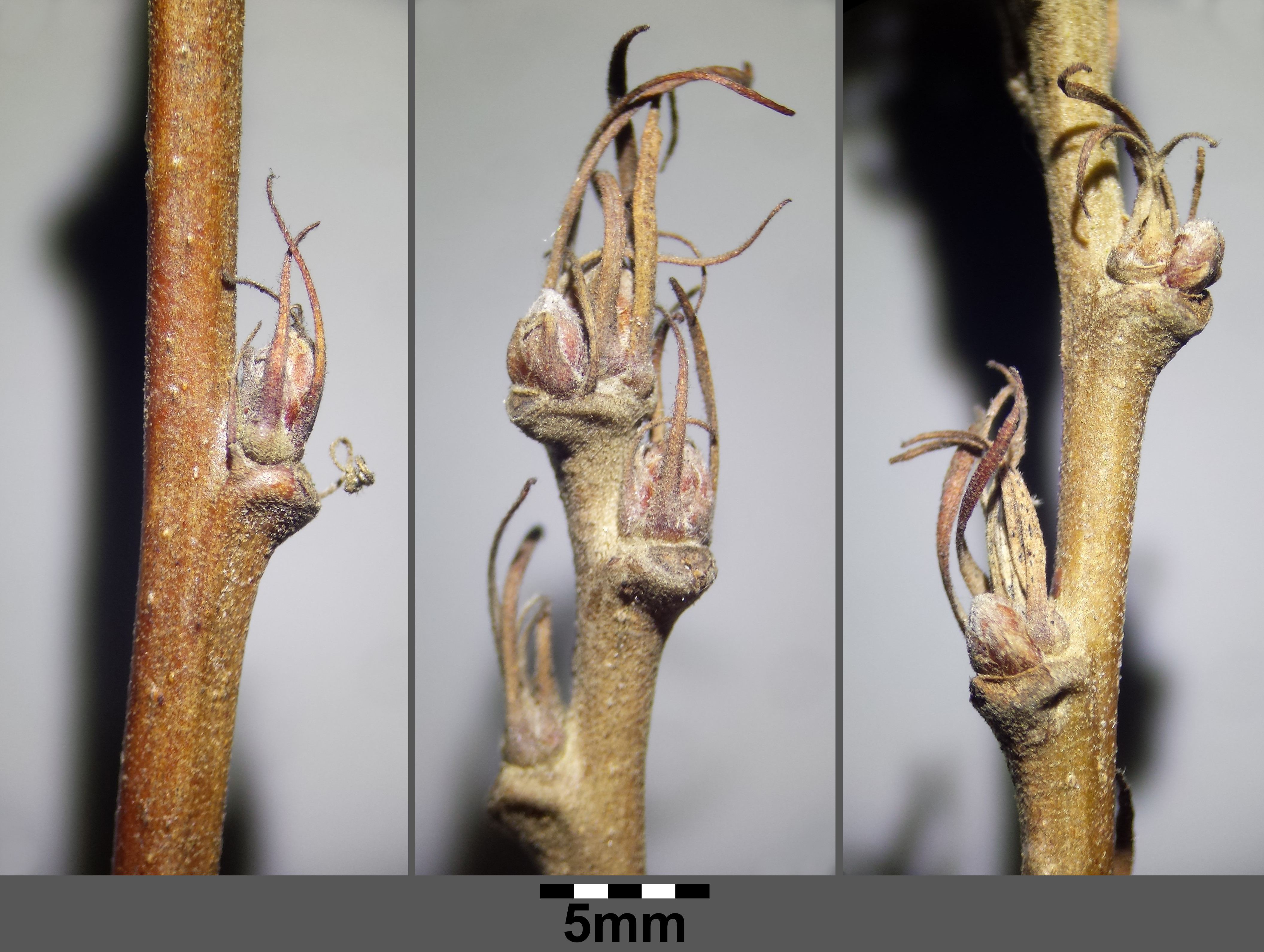
Winterknospen mit erhaltenen, pfriemlichen Nebenblättern

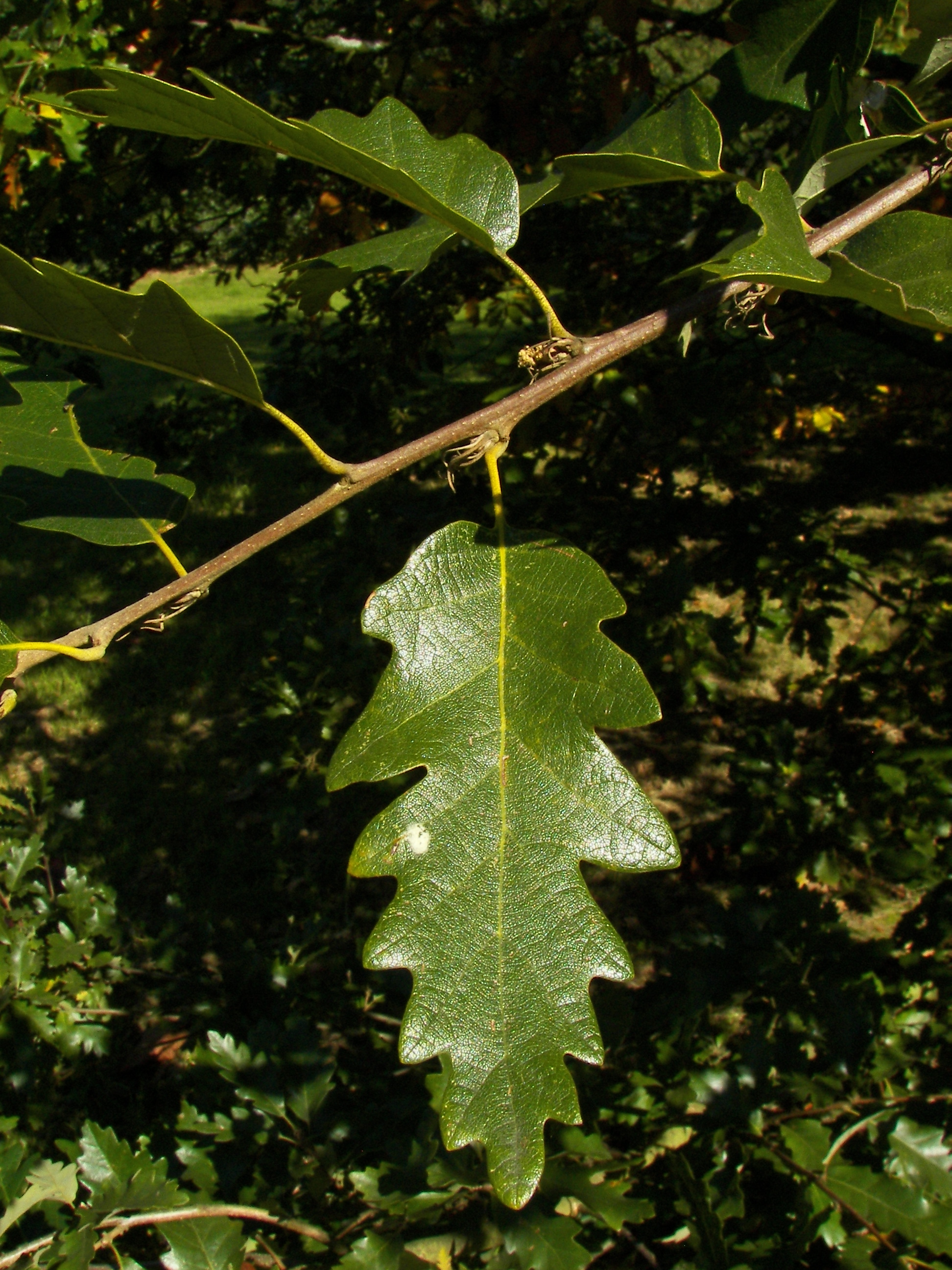
Blatt der Zerreiche

Illustration der vielformigen Blätter

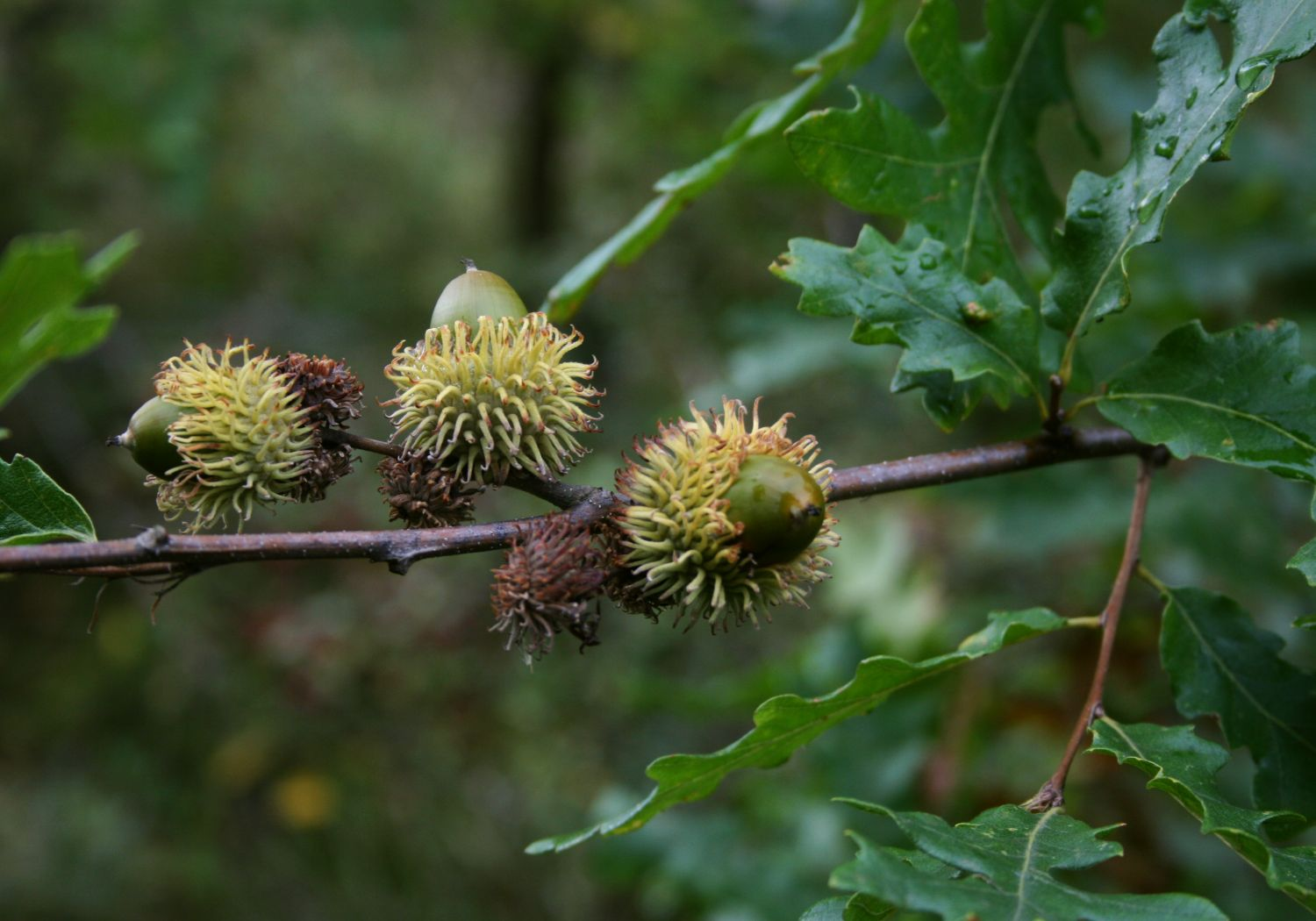
Zerreiche mit Früchten im stacheligen Fruchtbecher

### Vegetative Merkmale
Die Zerreiche wächst als laubabwerfender Baum und kann Wuchshöhen bis zu 35 Metern und ein Alter von bis zu 200 Jahren erreichen. Der Stammdurchmesser erreicht über 1,3 Meter, etwa wie eine bekannte Zerr-Eiche in Dresden. Sie hat eine breite Baumkrone und bildet früh eine dicke, harte, dunkelgraue, längsrissige Borke. Die jungen Austriebe sind kurzfilzig behaart, die Knospen sind von unverwechselbaren, bis 2 Zentimeter langen fadenförmigen Nebenblättern umgeben.
Die kurz gestielten Laubblätter sind wechselständig am Zweig angeordnet. Die lederige und meist spitze bis stumpfe, formvariable, eiförmige bis verkehrt-eiförmige Blattspreite ist bis zu 13 Zentimeter lang und tief buchtig gelappt bis zerschnitten. Die Lappen sind oft feinstachelspitzig. Sie ist beidseitig rau, oberseits dunkelgrün, unterseits filzig und graugrün.

### Generative Merkmale
Die Zerreiche ist einhäusig getrenntgeschlechtig (monözisch). Die Blütezeit liegt im Mai, die Eicheln reifen im zweiten Jahr im September bis Oktober. Die Eicheln sind bis zu 3 Zentimeter lang und sitzen bis zur Hälfte in der stacheligen Cupula.
Die Chromosomenzahl beträgt 2n = 24.

## Vorkommen
Die Zerreiche ist ein (ost-)submediterranes Florenelement. Ihr natürliches Verbreitungsgebiet liegt in Südfrankreich, Italien, Südosteuropa und auf der Balkanhalbinsel bis zum Westrand des Schwarzen Meeres, ferner im Tessin, in Südtirol, Mähren, Niederösterreich, im Burgenland und in der Steiermark. Sie fehlt auf der Iberischen Halbinsel, Korsika und Sardinien. Bei den Zerreichen auf dem Kaiserstuhl und den Haßbergen ist unklar, ob sie natürlichen Ursprungs oder durch Anpflanzungen aus der Zeit der Römer eingebürgert sind.  Angepflanzt wurden sie mit Sicherheit in England und Nordwestfrankreich.
Die Zerreiche gedeiht meist auf sommerwarmen, nährstoffreichen Böden. Sie hat eine große ökologische Amplitude und kommt sowohl über Kalk- wie über saurem Silikatgestein vor. Sie steigt von der Ebene bis in mittlere Gebirgslagen hinauf, in Frankreich bis 1400 Meter. Die Zerreiche bildet Mischwälder mit der Blumenesche, der Flaumeiche, der Hopfenbuche und anderen Laubbaumarten.
Die ökologischen Zeigerwerte nach Landolt et al. 2010 sind in der Schweiz: Feuchtezahl F = 2w (mäßig trocken aber mäßig wechselnd), Lichtzahl L = 4 (hell), Reaktionszahl R = 3 (schwach sauer bis neutral), Temperaturzahl T = 4+ (warm-kollin), Nährstoffzahl N = 2 (nährstoffarm), Kontinentalitätszahl K = 4 (subkontinental).

## Systematik
Die Erstveröffentlichung von Quercus cerris erfolgte 1753 durch Carl von Linné in Species Plantarum, Tomus II, S. 997.
Innerhalb der Gattung Quercus gehört die Art Quercus cerris zu der gleichnamigen Untergattung Cerris („Zerr-Eichen“), zu der neben der namensgebenden Zerreiche auch andere, teils sehr bekannte Eichenarten wie die Korkeiche oder die Steineiche gehören.
Die Chromosomenzahl beträgt 2n = 24.

## Nutzung
Die Zerreiche ist ein wichtiges Waldgehölz in Süd- und Südosteuropa. Die Zerreiche wird im Hoch- und Niederwald bewirtschaftet. Ihr Holz ähnelt der Stieleiche und findet ähnliche Verwendung. Der Splint ist aber breiter und das rotbraune Kernholz ist dichter und härter. Dadurch schwindet das Holz stärker und ist schwerer zu spalten. Bei Kernwüchsen kommt es durch Spannungen im Stamminneren beim Fällen oft zu Rissen, wodurch die Qualität sinkt. In Italien, wo sie am weitesten verbreitet ist, dominieren die Niederwälder, welche zur Brennholz- und Holzkohlegewinnung bewirtschaftet werden. Die Eicheln dienen als Schweinefutter, die Zweige werden als Viehfutter geschneitelt. In Mitteleuropa ist die Zerreiche ein beliebter Parkbaum.